# Henry Clay Niles
Henry Clay Niles (* 21. Oktober 1850 in Kosciusko, Mississippi; † 26. September 1918 in Jackson, Mississippi) war ein US-amerikanischer Jurist und Politiker. Nach seiner Berufung durch Präsident Benjamin Harrison fungierte er von 1892 bis zu seinem Tod im Jahr 1918 als Bundesrichter am Bundesbezirksgericht für den südlichen und den nördlichen Distrikt von Mississippi.

## Werdegang
Nach seinem Schulabschluss erlernte Henry Niles die Rechtswissenschaften. Er praktizierte von 1872 bis 1890 als Rechtsanwalt in Jackson. Es folgten weitere juristische Tätigkeiten als Bezirksstaatsanwalt sowie von 1890 bis 1891 als Bundesstaatsanwalt für den nördlichen Distrikt von Mississippi. In den Jahren 1878 und 1886 saß er als republikanischer Abgeordneter im Repräsentantenhaus von Mississippi.
Am 11. August 1891 wurde Niles durch Präsident Harrison als Nachfolger von Robert Andrews Hill zum Richter am United States District Court for the Northern District of Mississippi und am United States District Court for the Southern District of Mississippi ernannt. Da sich der Kongress in der Sitzungspause befand, wurde dafür ein Recess Appointment genutzt. Die formale Nominierung erfolgte am 10. Dezember desselben Jahres, woraufhin der Senat der Vereinigten Staaten Niles’ Ernennung am 11. Januar 1892 bestätigte und dieser sein Amt unmittelbar darauf offiziell antreten konnte, das er bis zu seinem Tod am 26. September 1918 innehatte. Seine Nachfolge trat Edwin R. Holmes an. Henry Niles wurde auf dem städtischen Friedhof von Kosciusko beigesetzt.